# 520
520 (DXX) var ett skottår som började en onsdag i den julianska kalendern.

## Händelser

### Februari
- 20 februari – Epiphanius väljs till patriark av Konstantinopel.

### Okänt datum
- Bodhidharma anländer till Kina.
- Ostrogotiske härskaren Theoderik den store bygger Theoderiks mausoleum vid sin blivande grav i Ravenna.
- Kungariket East Anglia bildas (beräknat datum).
- Latingrammatikern Priscianus skriver Institutiones grammaticae.

## Födda
- Pelagius II, påve 579–590.
- Hou Andu

## Avlidna
- 19 januari – Johannes av Kappadokien, patriark av Konstantinopel
- Zu Geng